# نوباء وسادية
نوباء وسادية (الاسم العلمي: Alternaria pulvinata) هو نوع من الفطريات يتبع جنس النوباء من الفصيلة البوغيانية.